# Вступ Норвегії до Європейського Союзу
Вступ Норвегії до Європейського Союзу є однією з трьох процедур (разом з процедурами Швейцарії та Ісландії), які провалилися. Двічі, у 1972 та 1994 роках на референдумі норвезький народ відмовлявся від вступу країни до Європейського Союзу. Перший раз вона могла приєднатися до Європейського економічного співтовариства разом з Данією, Ірландією та Сполученим Королівством, вдруге до Європейського Союзу разом з Австрією, Фінляндією та Швецією. Норвегія разом з Ісландією є єдиними з скандинавських країн, які не є частиною Європейського Союзу.

## Історія
Заява Норвегії про членство в ЄС була заморожена, але не відкликана. Його можна було відновити в будь-який час після оновлення внутрішньої політичної волі, як це сталося у випадку з Мальтою.
Основним питанням для Норвегії є її риболовецькі ресурси, які складають значну частину національної економіки і які підпадали б під Спільну рибну політику, якщо Норвегія мала приєднатися до ЄС. Норвегія має високий ВНП на душу населення, і їй доведеться платити високий членський внесок. Країна має обмежений обсяг сільського господарства та малорозвинені райони, а це означає, що Норвегія отримала б невелику економічну підтримку від ЄС. Однак Станом на  2009, Норвегія вирішила взяти участь у багатьох проектах ЄС, і оскільки її загальний фінансовий внесок, пов’язаний з Угодою про ЄЕЗ, складається із внесків, пов’язаних з участю у цих проектах, та частини, що надається проектам розвитку для зменшення соціальних та економічних диспропорцій в ЄС (Гранти ЄЕЗ та Норвегії),   його участь нарівні з участю держав-членів ЄС. Загальний обсяг зобов'язань ЄАВТ, що входять до складу ЄЕЗ, становить 2,4% від загального бюджету програм ЄС.
Оскільки ці позиції значною мірою перетинають ідеологічні межі, різні політичні партії вирішували цю проблему по-різному. Партія Центру дотримується найбільш принципової позиції проти членства, і хоча такі партії, як Норвезька консервативна партія та Норвезька лейбористська партія підтримують членство в своїй платформі, вони дозволяють меншості протистояти їй. Найбільш кардинально, що Норвезька ліберальна партія розділилася з цього приводу в 1972 році на знаменитій партійній конференції в Роросі і об'єдналася лише в 1989 році.
Питання про членство в ЄУ перетинає традиційну ліво-праву вісь у норвезькій політиці. Оскільки лейбористська партія втратила своє панування в норвезькій політиці, усі уряди є коаліцією кількох політичних партій. Оскільки це питання майже напевно розірве будь-яку можливу урядову коаліцію (за винятком, можливо, великої коаліції лейбористів та консерваторів), жоден уряд не піднімав цю тему, і жодна опозиційна партія також не заявляла про своє бажання.
Відомо, що розбіжності в цьому питанні створюють розбіжності в сім'ях та місцевих громадах. Хоча існує загальна закономірність, що міські громади віддають перевагу членству, а сільські - ні, проте в усіх районах Норвегії були голосові меншини.
Справу ускладнювало те, що в дебатах було порушено велику різноманітність політичних та емоційних факторів. Радикальні соціалісти виступають проти членства через протидію консервативним економічним і політичним силам, які турбують їх у Європі; опоненти справа стурбовані порушенням норвезької культури; а інші в принципі виступають проти компрометації норвезького суверенітету. 9 квітня 2022 року керуючий мер Осло Раймонд Йогансен висловив надію, що настав час для дебатів про членство в ЄС, заявивши: «ЄС не лише наш найкращий гарант миру та демократії. Це також найкраща відповідь, яку ми маємо багато проблем, які стоять перед норвезьким суспільством».

## Референдуми
Членство в країні вже кілька разів обговорювалося, і було організовано два референдуми 26 вересня 1972 р. та 28 листопада 1994 р. Обидва завершилися перемогою «ні», зокрема через побоювання щодо квот на вилов риби, встановлених Брюсселем. Під час першого референдуму 971 687 «так» (46,5%) проти 1 118 281 (53,5%) «ні». У другому голосуванні «за» отримує 1 389 997 голосів (47,8%) проти 1 516 803 «проти» (52,2%). Існує регіональна опозиція, тому Осло дало лише третину негативних голосів, а деякі регіони на півночі країни демонструють більше 70% ні. Участь була дуже високою: 79,2% у 1972 році та 89% у 1994 році.

## Митна та економічна інтеграція
Норвегія, тим не менш, підписала торговельну та митну угоду з Європейським Союзом. Більше того, враховуючи, що всі сусіди країни та найважливіші економічні партнери є частиною ЄС, деякі аналітики визнають можливість майбутнього членства, якщо буде знайдено компроміс щодо квот на вилов. Німеччина з розумінням ставиться до позиції Норвегії, що, однак, викликає застереження Португалії, Іспанії та Франції.
Норвегія є частиною Європейської економічної зони, яка об’єднує 27 країн ЄС та 3 країни ЄАВТ (Ліхтенштейн, Ісландія, Норвегія).

## Думки

### Політичні партії
У 2005 році норвезький уряд вважав за краще ухилитися від питання майбутнього членства. Лідер коаліції, яка була при владі до 2005 року, християнський демократ Х'єль Магне Бунневік, навіть зобов'язався піти у відставку, якщо питання про вступ до Європейського Союзу стане серйозною можливістю. Колишній лейбористський прем’єр-міністр Єнс Столтенберґ, який сам виступав за ЄС, зіткнувся з тією ж дилемою з євроскептичними партнерами (лівими соціалістами та центристами).
У 2016 році, незважаючи на заклик Сполученого Королівства залишитися в Європейському Союзі, прем'єр-міністр Норвегії Ерна Сольберґ відкинула будь-яку ідею нових народних консультацій щодо вступу її країни до ЄС, адже він не є для неї «дуже привабливим» через багато поточних проблем.

### Громадська думка
У середньому норвезькі виборці категорично виступають проти членства Норвегії в Європейському Союзі. Середнє опитування за 10 років показує, що близько 70% виборців Норвегії виступають проти членства в ЄС. Згідно з останніми даними опитування, половина норвезьких виборців залишаються проти членства в ЄС.
| Дата    | Організація | Так   | Ні    |
| ------- | ----------- | ----- | ----- |
| 2003-09 | Sentio      | 37%   | 38%   |
| 2005–06 | Sentio      | 36%   | 51%   |
| 2006-05 | Response    | 45%   | 55%   |
| 2006–09 | Response    | 45%   | 55%   |
| 2006–11 | Response    | 41%   | 59%   |
| 2007-04 | Response    | 45%   | 55%   |
| 2007–11 | Response    | 42%   | 58%   |
| 2008-05 | Response    | 40%   | 60%   |
| 2008–12 | Sentio      | 37.5% | 50.7% |
| 2009-01 | Sentio      | 32.5% | 52.8% |
| 2009-02 | Sentio      | 35.1% | 54.7% |
| 2009-03 | Sentio      | 33%   | 54.9% |
| 2009-04 | Sentio      | 34.9% | 53.3% |
| 2009-05 | Response    | 42%   | 58%   |
| 2009-05 | Norstat     | 38.6% | 49%   |
| 2009-06 | Norstat     | 40.6% | 50.3% |
| 2009-09 | Sentio      | 35%   | 52.2% |
| 2009–10 | Sentio      | 41.4% | 45.6% |
| 2009–11 | Sentio      | 42%   | 58%   |
| 2010-02 | Sentio      | 33%   | 53.4% |
| 2010-04 | Sentio      | 36.3% | 50.1% |
| 2010-05 | Norstat     | 32.3% | 55%   |
| 2010-05 | Sentio      | 30.3% | 56.9% |
| 2010-05 | Response    | 26%   | 62%   |
| 2010-07 | Sentio      | 25.3% | 66.1% |
| 2010-07 | Norstat     | 25%   | 66%   |
| 2010-08 | Sentio      | 26%   | 62%   |
| 2010-09 | Sentio      | 24.9% | 64.9% |
| 2011-01 | Sentio      | 22.5% | 65.9% |
| 2011-05 | Response    | 29%   | 71%   |
| 2011-07 | Sentio      | 17.1% | 73.4% |
| 2011-07 | Sentio      | 20.1% | 68.8% |
| 2011-10 | Sentio      | 18.6% | 70.8% |
| 2011-10 | Synovate    | 12%   | 72%   |
| 2012-07 | Sentio      | 17.2% | 74.8% |
| 2013-01 | Sentio      | 18.7% | 70.8% |
| 2014-08 | Sentio      | 17.8% | 70.5% |
| 2015-12 | Sentio      | 18.1% | 72.0% |
| 2016-06 | Sentio      | 19.6% | 70.9% |
| 2016-08 | Ipsos MMI   | 16%   | 66%   |
| 2018-06 | Sentio      | 22%   | 67%   |
| 2019-11 | Sentio      | 28%   | 60%   |
| 2022-03 | Nyheter     | 26%   | 53%   |